# Pochylnia (żegluga)
Pochylnia (ang. inclined plane, fr. Plan incliné – dosł. równia pochyła) – budowla hydrotechniczna stosowana w żegludze śródlądowej do przewożenia statków na śródlądowych kanałach, a rzadziej rzekach. Pochylnie łączą odcinki drogi wodnej o różnym poziomie wody i przenoszą statki pomiędzy nimi.
Pochylnie stosowane są tam, gdzie na krótkim odcinku drogi wodnej występuje znaczna różnica poziomu wody, zbyt duża, aby można było ją pokonać przy pomocy tradycyjnej śluzy, a przy tym pomiędzy łączonymi odcinkami dróg wodnych występuje odległość pozwalająca na poprowadzenie nachylonego toru. Innym (poza śluzą) rodzajem urządzeniem hydrotechnicznym służącym do pokonywania dużych różnic poziomu wody jest podnośnia, która w odróżnieniu od pochylni przenosi statki w ruchu pionowym (windowym).
Osobny artykuł: Podnośnia (żegluga).

## Konstrukcja pochylni
Pochylnia jest urządzeniem działającym na zasadzie równi pochyłej, po której przetacza się statki. Pod względem sposobu przenoszenia pochylnie dzielą się na suche i mokre, pod względem kierunku ruchu – na wzdłużne i boczne. Na wszystkich użytkowanych pochylniach sposobem przenoszenia statków jest przetaczanie wózków po szynach.
Odrębnym rodzajem pochylni, których używania ostatecznie zaniechano, były stoki wodne.
W porównaniu z tradycyjną śluzą zaletami pochylni (podobnie jak podnośni) są: znikome zużycie wody (minimalne straty wynikają jedynie z ewentualnych nieszczelności komory i manewrów przy otwieraniu wrót), a także możliwość pokonania dużych różnic poziomu w bardzo krótkim czasie. Przykładowo, pochylnia w Arzviller unosi komorę (lub opuszcza) na wysokość 34 m w ciągu dwudziestu minut, a cały manewr przejścia podnośni trwa niewiele dłużej. Niegdyś w tym miejscu istniało kilkanaście śluz, a ich pokonanie zajmowało pół doby.
Wadą pochylni jest bardziej skomplikowana technicznie konstrukcja, wymagająca stałego nadzoru technicznego i większej obsługi, zajmowanie dużej przestrzeni przez tory, a także zużycie energii, chyba że do napędu pochylni wykorzysta się spadającą wodę, jak ma to miejsce na Kanale Elbląskim.

## Pochylnia sucha

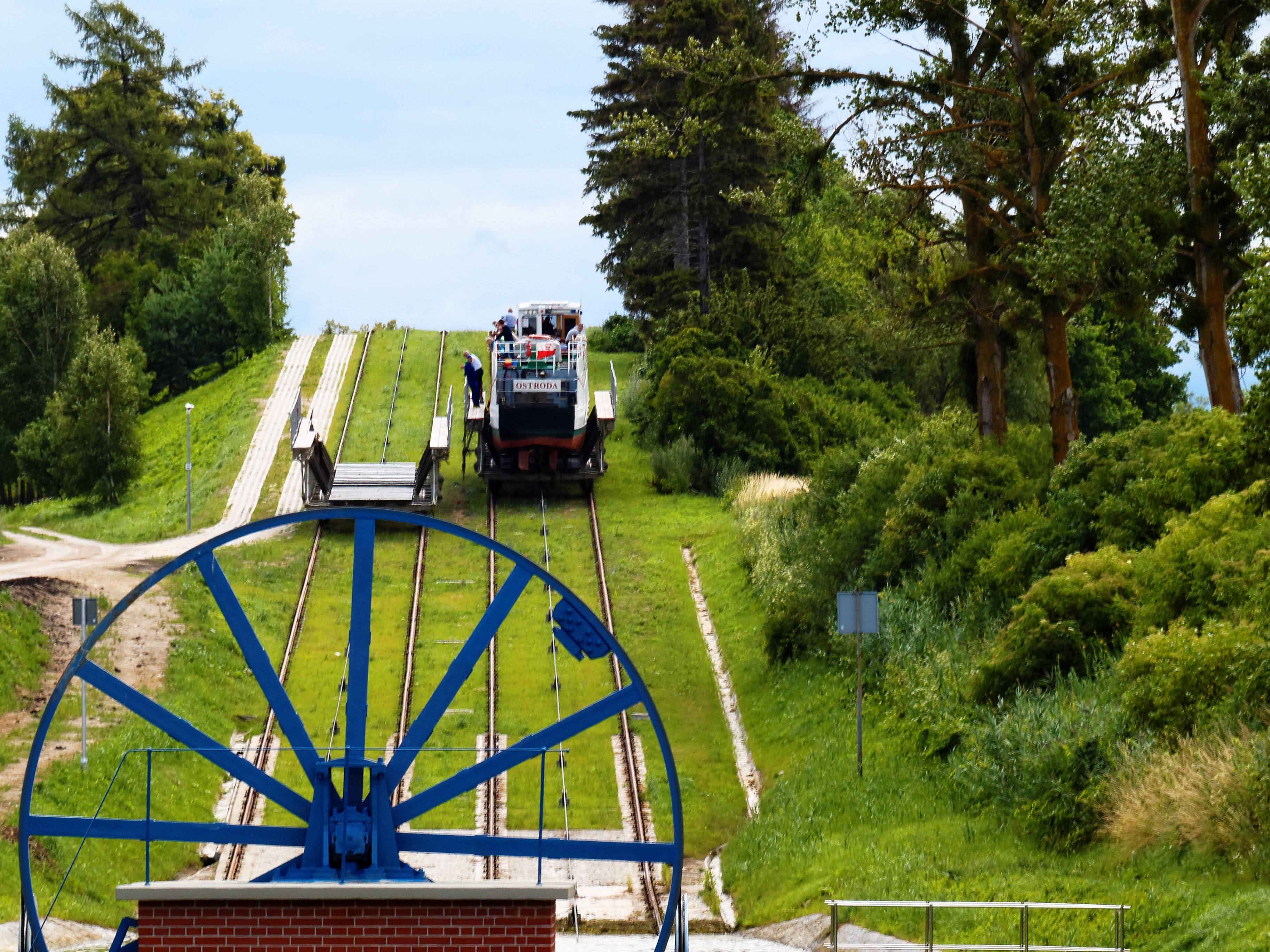
Pochylnia na Kanale Elbląskim

Pochylnia sucha przenosi statki na jeżdżących po szynach wózkach, bez wody. Dolny i górny odcinek kanału musi być wtedy rozdzielony niewielkim wzniesieniem (szczytem pochylni). Wózek po torach wjeżdża do wody, tam wpływa na niego statek, następnie wózek przewozi statek przez szczyt pochylni i opuszczany jest do drugiego odcinka kanału, tam również wjeżdża do wody, a statek spływa z wózka.

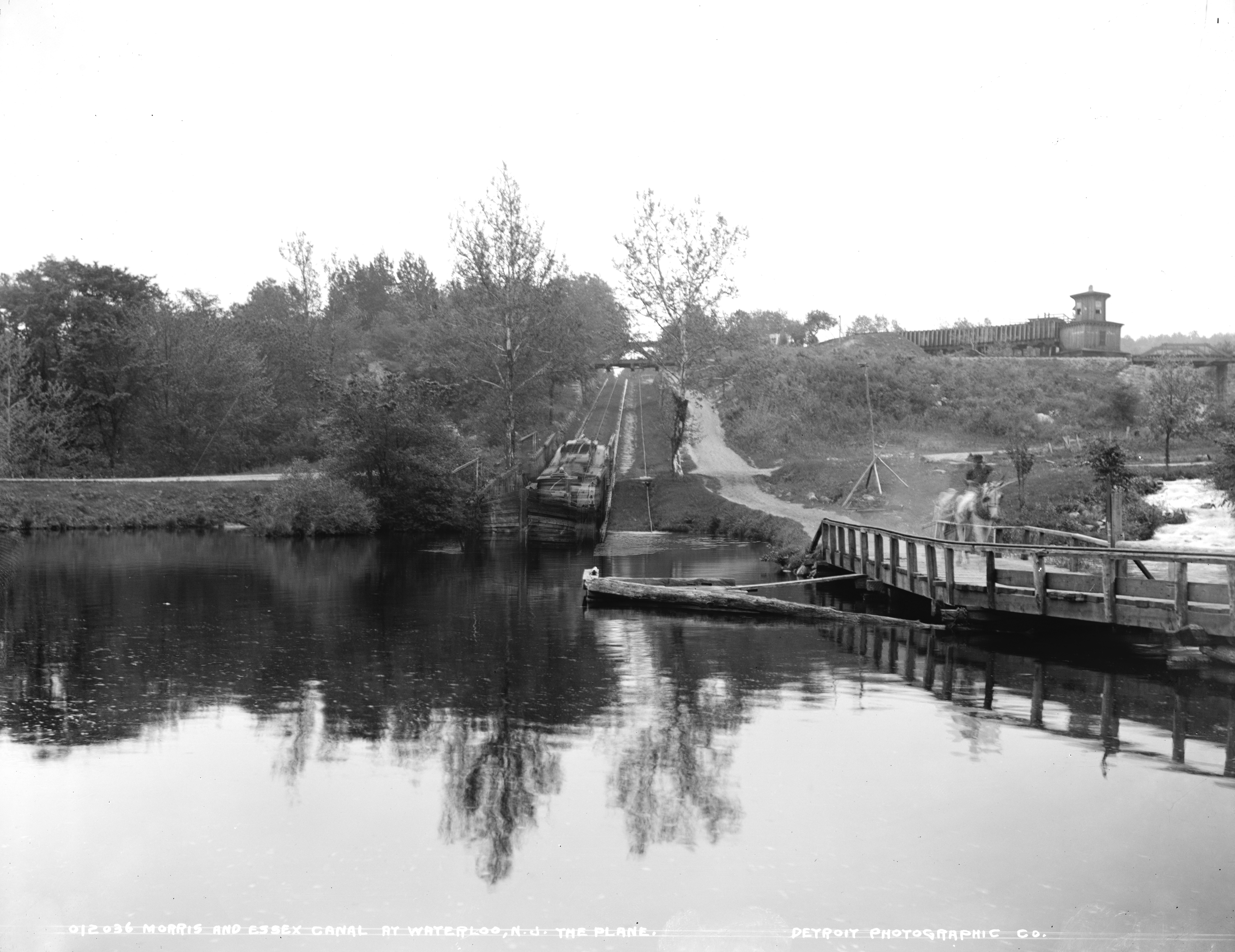
Nieistniejąca już pochylnia sucha na Kanale Morris

Pochylnie suche były rozwiązaniem dawniej znacznie częściej stosowanym (pierwszą znaną pochylnią działającą na tej zasadzie był diolkos, tor do przetaczania statków przez Przesmyk Koryncki w starożytnej Grecji). Pochylnie suche powstawały w I połowie XIX wieku, gdy statki śródlądowe były liczne, a niewielkie. Na zbudowanym wtedy w Pensylwanii Kanale Morris były aż 23 suche pochylnie (na nich wzorowano pochylnie Kanału Elbląskiego), ale kanał ten działał tylko do roku 1924. Zdecydowana większość pochylni suchych oraz kanałów, na których były używane, została porzucona w okresie, gdy rozpowszechnił się transport kolejowy i wyparł wodny transport śródlądowy małymi jednostkami. W żegludze śródlądowej utrzymały się większe statki, nie mieszczące się na suchych pochylniach.

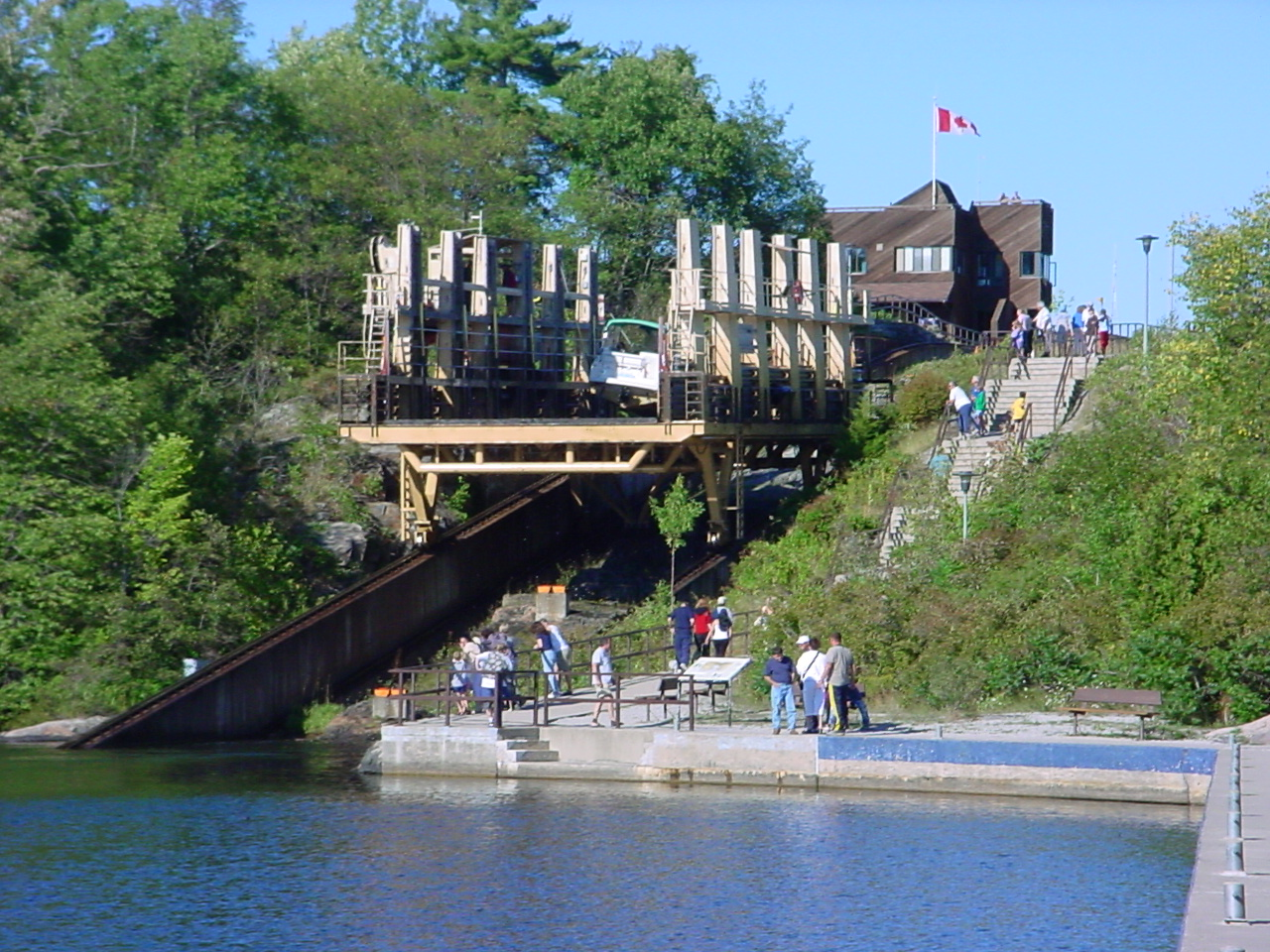
Pochylnia Big Chute w Kanadzie

Najbardziej znane istniejące pochylnie suche znajdują się na Kanale Elbląskim w Polsce. Skonstruowane zostały przez Georga Jacoba Steenke i działają od 1860 r. (cztery z nich, piąta powstała w roku 1881). Są to więc najstarsze śluzy mechaniczne na świecie (co uwzględnia łącznie pochylnie i podnośnie), pokonują różnicę poziomów wynoszącą łącznie 99 m. Mechanizmy holownicze wózków napędzane są przez koła wodne (w przypadku piątej, nowszej pochylni – turbinę Francisa), które zasila woda spływająca z górnego odcinka kanału do dolnego. Polska z racji posiadania tych pięciu pochylni jest obecnie krajem mającym najwięcej czynnych pochylni na świecie.
Podobna konstrukcyjnie pochylnia sucha, ale o napędzie elektrycznym, działa w Kanadzie w Big Chute na kanale Severn – Trent jako jedyna zachowana w Ameryce Północnej. Niewielka pochylnia sucha działa w Czechach na Wełtawie, na zaporze wodnej Orlik, ale przenosi tylko jachty do 6 t wagi. Z uwagi na stromy tor ma ona wózek dostosowany do jego nachylenia i na szczycie obrotnicę, podobnie jak pochylna mokra. Większej pochylni mokrej, której tor częściowo zbudowano podczas budowy zapory, nigdy nie ukończono.

## Pochylnia mokra wzdłużna

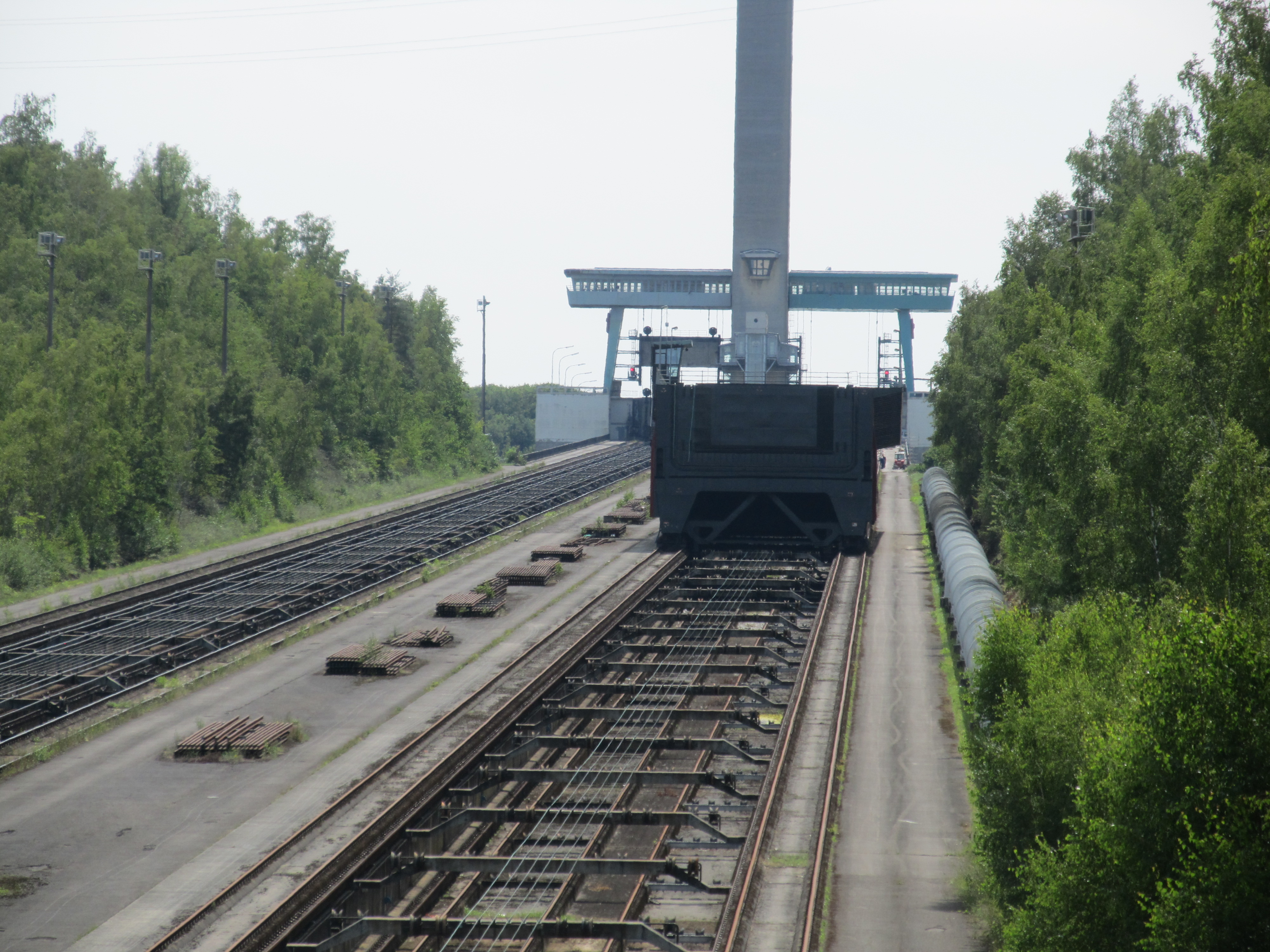
Pochylnia w Ronquieres

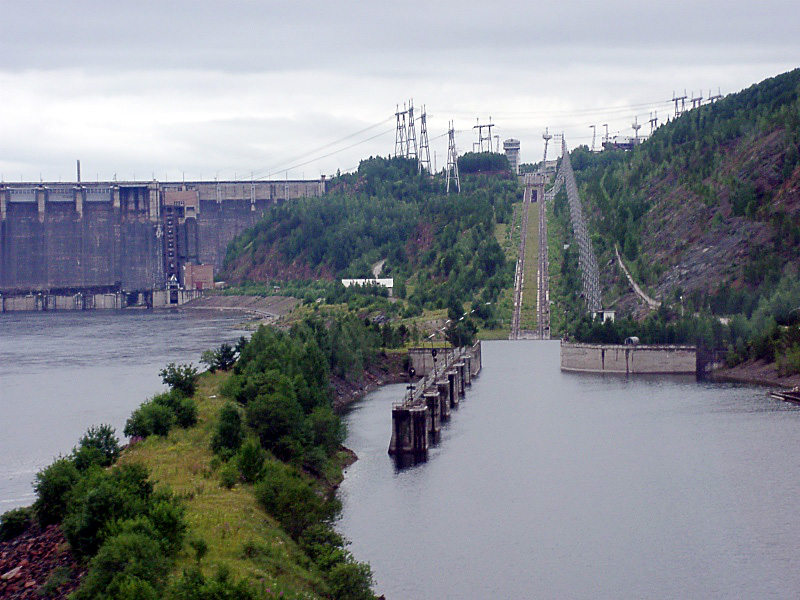
Pochylnia w Krasnojarsku

Pochylnia mokra wzdłużna przenosi statki wraz z komorą (wanną, kesonem), do której statek wpływa, gdy komora połączona jest z górnym lub dolnym odcinkiem kanału. Komora porusza się w linii kanału, na torze biegnącym prosto między dolnym a górnym jego odcinkiem. Ma skośną podstawę, jej kształt dopasowany jest do nachylenia toru, które musi być niezmienne na całej jego długości, aby komora zachowała stałą pozycję i woda się z niej nie wylewała. Pochylnię mokrą napędza linowa wciągarka lub mechanizm kolei zębatej. Łączone odcinki kanału zakończone są wrotami, które otwiera się jednocześnie z wrotami komory, łącząc ją szczelnie z kanałem. Pochylnia tego rodzaju działa w Ronquieres w Belgii na Kanale Centralnym, ma napęd linowy i dwie komory pracujące niezależnie.
Inną odmianą pochylni mokrej wzdłużnej jest pochylnia szczytowa obrotowa. Łączone odcinki kanału rozdziela wtedy wzniesienie, jak w pochylni suchej. Tor pochylni ma takie samo nachylenie po jednej i drugiej stronie szczytu, a na szczycie znajduje się obrotnica. Komora wjeżdża na obrotnicę, obraca się i zjeżdża następnie tyłem do przodu, aby na torze opadającym w przeciwnym kierunku zachować to samo nachylenie i poziomą linię wodną. Pochylnia taka nie potrzebuje wrót zamykających kanał, gdyż wózek z obu stron pochylni wjeżdża do wody i zamykana musi być tylko komora wózka, zresztą tylko z jednej strony. Wzdłużna pochylnia obrotowa działa w Krasnojarsku w Rosji na zaporze na Jeniseju, ma napęd zębaty. Jej rozstaw toru ma 9 metrów (jest to najszerszy tor szynowy na świecie), a pochylnia jest największa pod względem wielkości przewożonych statków.

## Pochylnia mokra boczna

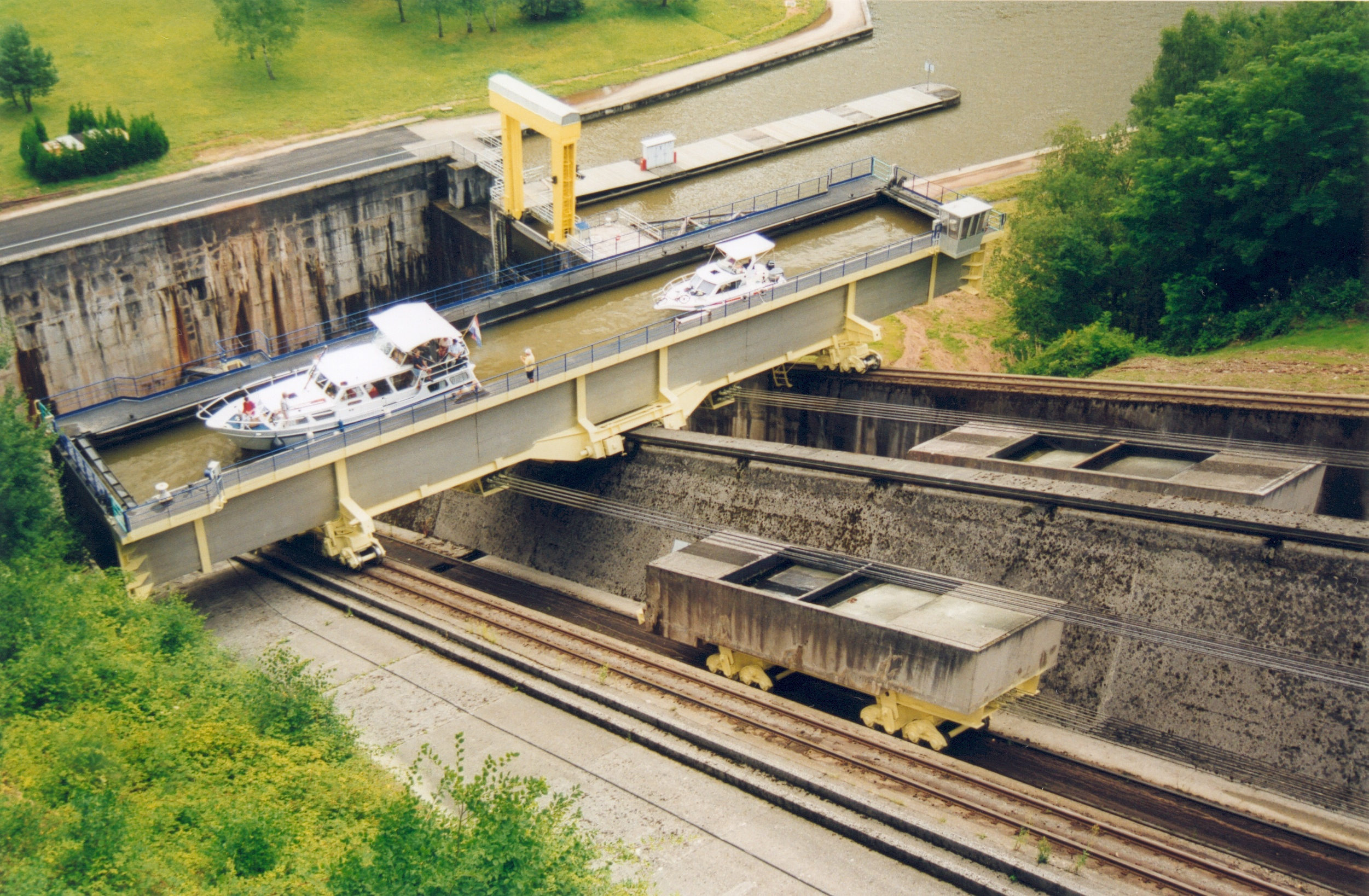
Pochylnia w Arzviller

Pochylnia mokra boczna ma komorę poruszającą się na szynach prostopadłych do kanału i jeżdżącą po nich bokiem: górny i dolny odcinek kanału łączone pochylnią są wtedy równoległe do siebie. Pochylnia boczna może mieć krótszy tor i poruszać się po zboczu bardziej stromym niż w przypadku pochylni wzdłużnej. Stosuje się wówczas napęd linowy, a większe nachylenie terenu pozwala na zrównoważenie komory balastami poruszającymi się po własnym torze lub opadającymi w głąb ziemi w pionowych szybach.
Pochylnia boczna działa w Arzviller we Francji na kanale Marna – Ren, zbudowana została w 1969 r. (zastąpiła 17 śluz). W Czechach planowane jest zbudowanie pochylni bocznej na zaporze Slapy na Wełtawie.

## Stok wodny

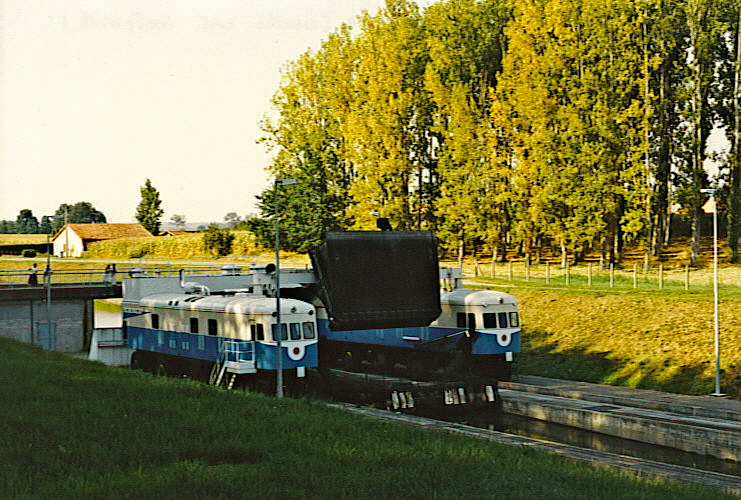
Nieczynny stok wodny w Montech (widoczne lokomotywy i ruchome wrota)

Pochylnia – stok wodny (fr. Pente d’Eau) stanowiła rozwiązanie polegające na zbudowaniu między dolnym i górnym odcinkiem drogi wodnej skośnego, opadającego kanału o bardzo równych, gładkich ścianach i dnie. Stok wodny zamykany był od strony górnego kanału wrotami, natomiast drugie wrota były ruchome. Gdy statek wpływał od dołu do skośnego odcinka kanału stanowiącego stok, za statkiem opuszczano dokładnie dopasowane, szczelne ruchome wrota. Następnie urządzenie napędowe połączone na stałe z tymi wrotami (dwie zespolone ramą lokomotywy jeżdżące po dwóch stronach kanału, tworzące rodzaj suwnicy) ruszało w górę kanału i ciągnęło wrota, wrotami zaś ciągnęło do góry wodę wypełniającą fragment stoku wraz z unoszącym się na niej statkiem. Gdy ciągnięty wrotami klin wodny zrównał się poziomem z górnym odcinkiem kanału, otwierano górne wrota i statek przez nie wypływał, a jego miejsce zajmowała jednostka płynąca w przeciwnym kierunku, która wraz z klinem wodnym podtrzymywanym przez ruchome wrota zjeżdżała w dół.

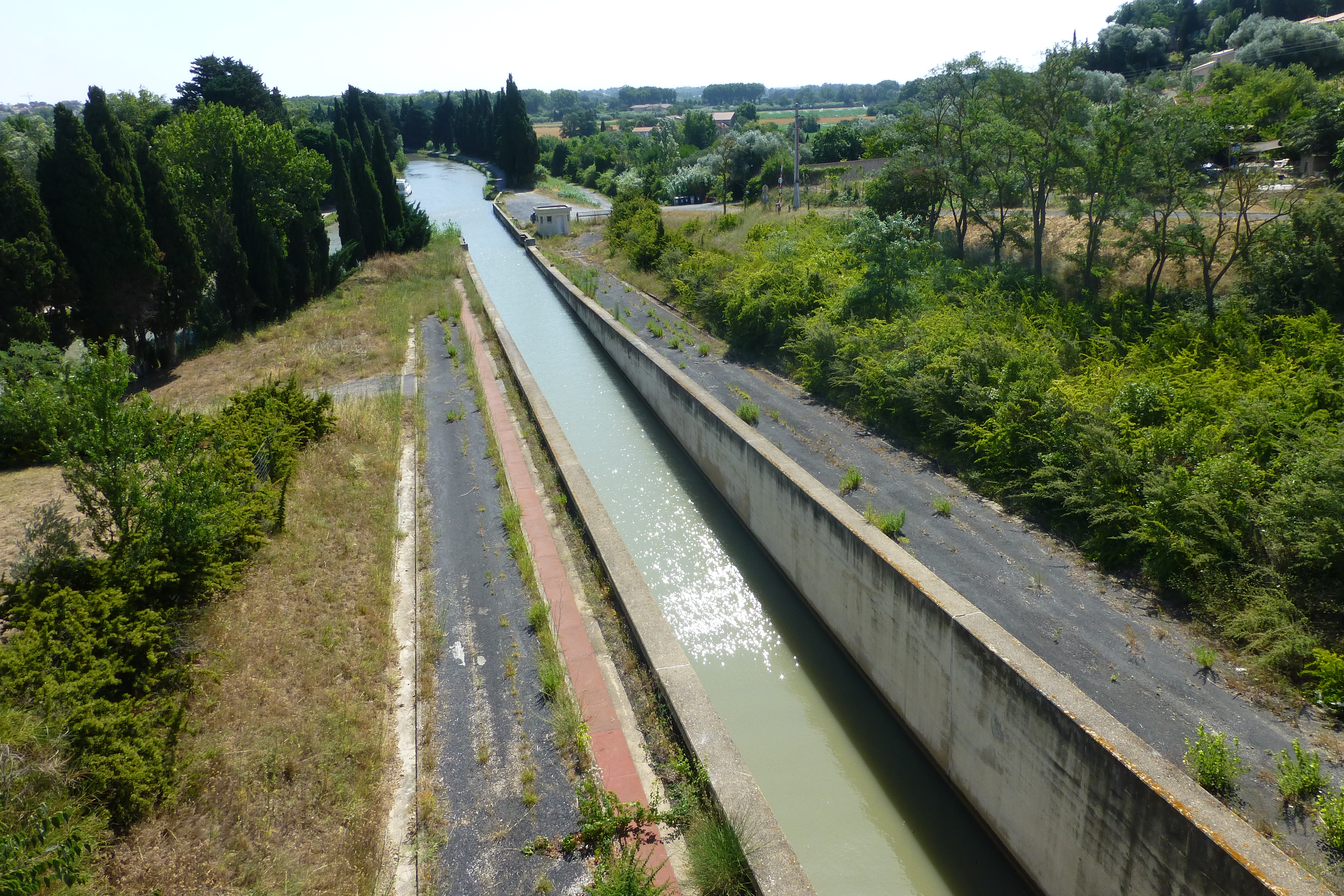
Kanał stoku wodnego w Fonserannes

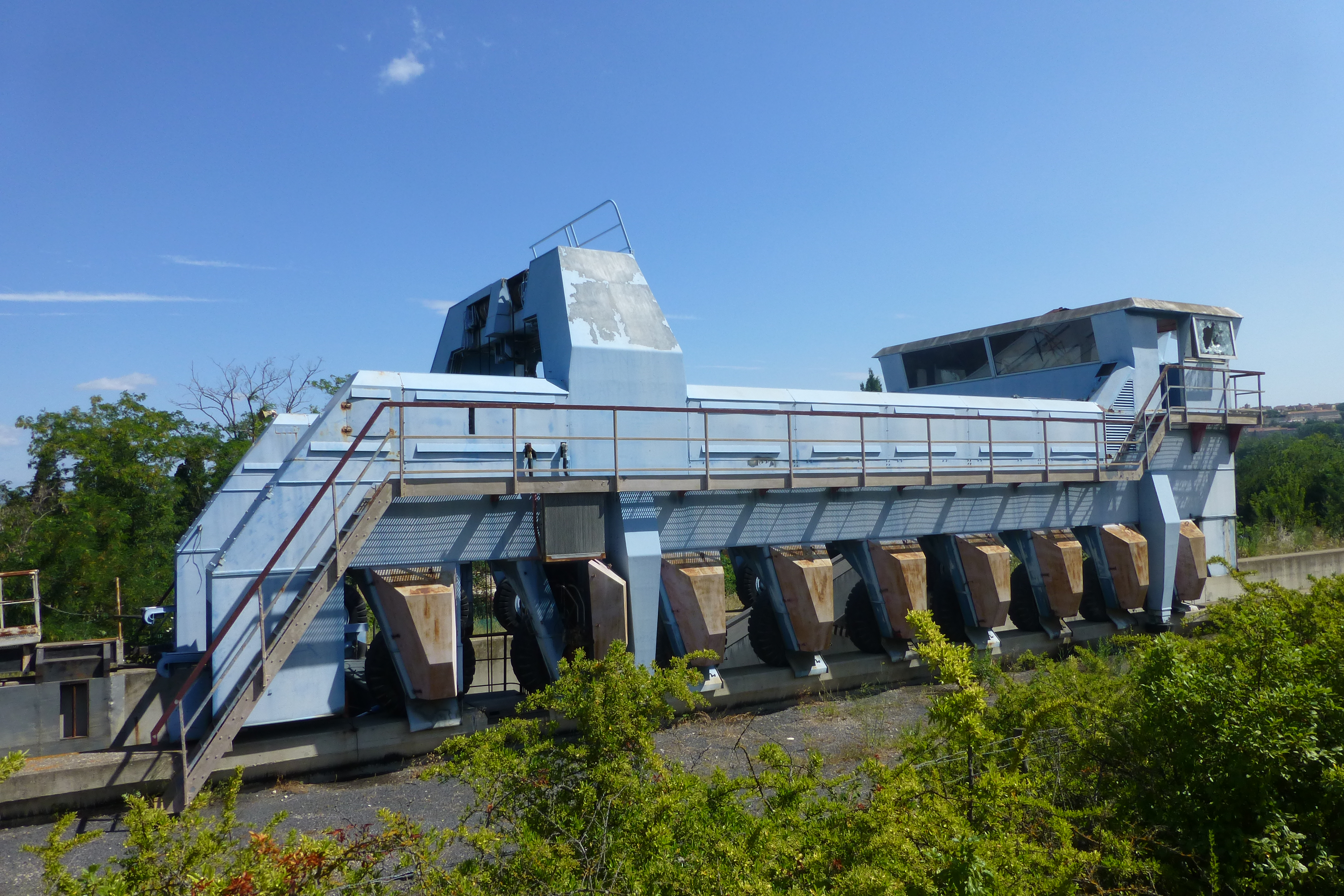
Suwnica stoku wodnego w Fonserannes

Stok wodny był konstrukcją francuską i we Francji zbudowano dwa takie urządzenia, oba na kanałach między Zatoką Biskajską a Morzem Śródziemnym: w Montech na kanale lateralnym Garonny (działało w latach 1974-2009) oraz na będącym jego przedłużeniem kanale Południowym w Fonserannes (działało w latach 1984-2001). Stoki wodne znacznie przyspieszały ruch na kanale (stok w Montech zastąpił pięć śluz, stok w Fonserannes – siedmiokomorowe schody śluzowe) jednak nie sprawdziły się z uwagi na duży ciężar suwnic powiązany z dużym zużyciem energii oraz podatność na awarie. Problemy sprawiało zwłaszcza uszczelnienie ruchomych wrót, dopasowanie ich do ścian stoku i płynne przesuwanie. Z tych powodów wycofano je z eksploatacji i stoki wodne nie są już używane nigdzie.